# エルンスト・ハッペル
エルンスト・ハッペル（Ernst Happel、1925年11月29日 - 1992年11月14日）は、オーストリア・ウィーン出身の元サッカー選手、サッカー指導者。
指導者としてオランダ、ベルギー、西ドイツ、オーストリア全ての国でリーグと国内カップ戦優勝を果たし、サッカー史上最高の監督の一人にも挙げられている。1978 FIFAワールドカップでは、外国人監督ながら指揮したオランダ代表を同大会準優勝に導いた。

## 選手として
オーストリア代表として51試合に出場。1954年FIFAワールドカップ・スイス大会では3位に入る。
クラブレベルでは1943年から1954年、1956年から1959年まで14年間SKラピード・ウィーンでプレーし、7回のオーストリアリーグ優勝を勝ち取った。間の2年間はフランスのラシン・パリの選手としてプレーした。

## 監督として
現役引退後のハッペルはサッカー指導者の道に進んだ。1962年、最初に率いたクラブであるFCデン・ハーグ（現在のADOデン・ハーグ）では1968年のオランダカップを獲得。
FCデン・ハーグの後に1969年にフェイエノールトの監督に就任。ファイタータイプが多く、伝統的に実直で泥臭い戦いをするチームに先進的なプレッシング戦術、良く配慮された攻撃的なフットボールをもたらした。その結果、フェイエノールトは1970年のUEFAチャンピオンズカップとインテーコンチネンタルカップ、1971年のエールディヴィジで優勝。クラブにとってもハッペル本人にとっても黄金期となった。後にハッペルの伝記を書いたクラウス・デァムンツは「彼は妥協無く戦うこのクラブの性格に、優雅さを教え、この街とこのクラブに自信を与えた」と記している。
1978年FIFAワールドカップ・アルゼンチン大会では、オランダ代表の監督として、準優勝に導く。外国人監督のワールドカップ準優勝は他に1958年大会でスウェーデンのイングランド人監督ジョージ・レイノルのみが達成している。
その後、セビージャFC、クラブ・ブルッヘ、ハンブルガーSVなどの監督を歴任。
フェイエノールトでチャンピオンズカップを制した13年後の1983年には、ハンブルガーSVで再びチャンピオンズカップを獲得した。異なる二つのクラブでチャンピオンズカップを獲得した初の監督となった(その後オットマー・ヒッツフェルト、ジョゼ・モウリーニョ、ユップ・ハインケス、カルロ・アンチェロッティが達成)。
1987年、スワロフスキー・ティロルの監督としてオーストリアに戻り、1992年にオーストリア代表の監督になる前に2度オーストリア・ブンデスリーガにて優勝した（1989年、1990年）。
1992年1月、オーストリア代表監督に就任。しかし、就任から10ヶ月後の11月14日に肺がんのため死去した。享年66歳であった。ハッペルの死後4日後に開催されたドイツ代表との親善試合では、ハッペルが生前に好んで使用していた帽子がベンチに置かれ、試合は0-0でのスコアレスドローに終わった。
彼の死後、オーストリアの最も大きなサッカー専用スタジアムであるウィーンのプラターシュタディオンは、エルンスト・ハッペル・シュタディオンへと改名され、1997年にはロッテルダムに「エルンスト・ハッペル通り」と名付けられた通りができた。
ヨーロッパの監督として初めて「プレッシング」の戦術を開発し、オフサイドトラップ、ゾーンプレスなど当時としては最先端の戦術を次々とチームに導入。フェイエノールトの中心選手だったヴィレム・ファン・ハネヘムは「良いフットボールはアムステルダムから生まれたと強調される度に私は腹が立つ。1970年のヨーロッパ・カップ決勝は事実がそうではなかったという最良の証拠だった」と後に語っている。

## 人物
元来無骨で無愛想な監督として知られ、記者会見にてハッペル自身のプライベートな質問が投げかけられると決まって不機嫌になり、短い言葉で回答するにとどまっていた。しかし、死後には遺族から裏の顔として子煩悩で自身の孫のことを非常に甘やかしていたとも明かされている。
私生活ではタバコを愛してやまないヘビースモーカーであり、1981年に発行された『Der Spiegel』のハッペルを特集した記事の見出しには「ブンデスリーガの愛煙家王」と記載されていた。

## 選手経歴
- SKラピード・ウィーン 1943-1954
- ラシン・パリ 1954-1956
- SKラピード・ウィーン 1956-1959

## 監督経歴
- SKラピード・ウィーン 1959-1962
- ADOデン・ハーグ 1962-1968
- フェイエノールト 1968-1973
- セビージャFC 1973-1974
- クラブ・ブルッヘ 1974-1978
- オランダ代表 1978
- KRCハレルベケ 1978-1979
- スタンダール・リエージュ 1979-1981
- ハンブルガーSV 1981-1987
- FCヴァッカー・インスブルック 1987-1992
- オーストリア代表 1992

## 獲得タイトル（監督として）
- FIFAワールドカップ
  - 準優勝：1回　1978（アルゼンチン大会）
- トヨタカップ
  - 優勝：1回　1970
  - 準優勝：1回　1983
- UEFAチャンピオンズカップ
  - 優勝：2回　1970、1983
  - 準優勝：1回　1978
- UEFAカップ
  - 準優勝：2回　1976、1982
- ジュピラーリーグ
  - 優勝：3回　1976、1977、1978
  - 準優勝：1回　1980
- ベルギー・カップ
  - 優勝：2回　1977、1981
- エールディヴィジ
  - 優勝：2回　1969、1971
  - 準優勝：3回　1970、1972、1973
- KNVBカップ
  - 優勝：2回　1968、1969
  - 準優勝：3回　1963、1964、1966
- ドイツ・ブンデスリーガ
  - 優勝：2回　1982、1983
  - 準優勝：2回　1984、1987
- DFBポカール
  - 優勝：1回　1987
- オーストリア・ブンデスリーガ
  - 優勝：2回　1989、1990
  - 準優勝：1回　1991
- オーストリア・カップ
  - 優勝：1回　1989
  - 準優勝：1回　1988
- オーストリア・スーパーカップ
  - 準優勝：2回　1989、1990